# رود پسکووا
رود پسکووا (انگلیسی: Pskova) یک رودخانه در استان پسکوف کشور روسیه است.